# エルンスト・ヴィリモフスキ
エルンスト・ヴィリモフスキ（Ernst Willimowski、本名:エルンスト・オットー・ヴィリモフスキ
、Ernst Otto Willimowski、1916年6月23日 - 1997年8月30日）は、ポーランドの元サッカー選手。ポジションはFW。

## 人物
ドイツ帝国のシュレージエン州カトヴィツェの出身。第一次世界大戦後に締結されたヴェルサイユ条約によりカトヴィツェ周辺地域がポーランドへ割譲されると、ポーランド国籍、1939年のナチス・ドイツ侵攻後は再びドイツ国籍となった。また、当初はエルンスト・オットー・ブラデルラという名前であったが、ドイツ帝国軍兵士の父親が西部戦線で戦死すると、13歳の時に母親が再婚し、再婚相手の姓のヴィリモフスキを名乗った。
選手時代には主に左のフォワードとしてプレー。熟練したドリブルテクニックと得点能力を併せ持ち、ポーランド代表と国内のリーグ戦において多くの得点を記録した。また、FIFAワールドカップ史上初めて一試合4得点を決めた選手でもある。
サッカーだけでなく、アイスホッケーなどの素養もあり、地元カトヴィツェのスポーツクラブで時折プレーをした。

## 経歴

### ポーランド時代
ヴィリモフスキは1.FCカトヴィツェで選手キャリアをスタートした。1933年に17歳でルフ・ホジューフへ移籍すると、入団初年度にリーグ戦で33得点を記録し、ポーランド国内での名声を確立した。ホジューフでは中心選手として5度のリーグ優勝（1933年、1934年、1935年、1936年、1938年）に貢献、彼自身も1934年と1936年にリーグ得点王となるなど通算86試合に出場し112得点を記録した。また、1939年5月21日のUTウーチとの試合では1試合10得点（試合は12-1でホジューフの勝利）を決めた。この記録は現在もポーランドリーグの1試合最多得点記録となっている。
ポーランド代表としては1934年5月21日、敵地のデンマーク戦で代表デビュー（試合は2-4で敗退）、17歳11ヶ月でのデビューであった。1938年のFIFAワールドカップ・フランス大会、対ブラジル戦で4得点を記録した（試合は5-6で敗退）。この記録には、その後の大会で数人の選手が並んだが、56年後の1994年FIFAワールドカップ・アメリカ大会でロシアのオレグ・サレンコ（1試合5得点）によって塗り替えられた。なお、ワールドカップで敗れた試合で4得点を挙げたのは史上唯一である。
1939年8月27日、ホームのワルシャワで行われたハンガリーとの親善試合では、1938年のワールドカップ準優勝国のハンガリーに対し前半33分までに0-2のリードを奪われたものの、ヴィリモフスキのハットトリックなどで4-2で逆転した。この試合の4日後には第二次世界大戦が始まったため、彼がポーランド代表としてプレーした最後の試合となった。
ポーランド代表としては国際Aマッチ22試合出場21得点を記録した。

### ドイツ時代
ナチス・ドイツの侵攻によりポーランドが分割されると、彼はドイツの市民権を再び取得し、警官となった。これは兵役を回避するとともに、スポーツへの参加が禁止されていたナチス占領下で、サッカー選手として活動するためにとった方法だった。クラブレベルでは1.FCカトヴィツェ、PSVケムニッツ、1942年からはTSV1860ミュンヘンに所属し、同年のDFBポカール優勝に貢献した。
ドイツ代表監督のゼップ・ヘルベルガーも、彼の才能を評価し代表へ招集した。1941年6月1日のルーマニア戦で代表デビューし、ドイツ代表として1942年11月22日のスロバキア戦までに国際Aマッチ8試合出場13得点を記録した。

### その後
戦後に誕生したポーランドの共産主義政府からは、ヴィリモフスキは裏切り者とみなされ、故郷へ帰ることを認められなかった。彼は西ドイツのカールスルーエに移り住み、レストランを経営する傍ら、複数のクラブを渡り歩き43歳までプレーを続けた。冷戦崩壊後の1995年、選手時代に成功を収めたルフ・ホジューフのクラブ創設75周年記念日に招待されたが、妻の病気などもあって実現することはなかった。
1997年8月30日、カールスルーエで死去、81歳没。

## 個人タイトル
- エクストラクラサ得点王 2回（1934年、1936年）